# Jeff Monson
Jeffrey William Monson (russisch Джеффри Уильям Монсон, wiss. Transliteration Džeffri Uiljam Monson; * 18. Januar 1971 in Saint Paul, Minnesota) ist ein russischer Kampfsportler, Mixed-Martial-Arts-Kämpfer und Politiker (Einiges Russland) amerikanischer Abstammung. Er gewann zweimal die ADCC Submission Grappling World Championship und eine Weltmeisterschaft im No-Gi Brazilian Jiu Jitsu. Im MMA kämpft er im Schwergewicht, in Grappling-Wettkämpfen auch in höheren Klassen wie dem Superschwergewicht.

## Sportlicher Werdegang

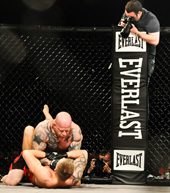
Jeff Monson gegen Sergej Maslobojev 2009

Seine Karriere begann als Mitglied des Wrestling-Teams der Oregon State University. Diese nimmt in der Division I an den sportlichen Wettkämpfen der US-amerikanischen Hochschulen teil. Die Division I ist die höchste Leistungsklasse. 1992 wurde er in die Ringer-Auswahl der Pacific-10 Conference aufgenommen. 1993 nahm er für die University of Illinois an den NCAA-Wettkämpfen teil und schied in der zweiten von fünf Turnierrunden aus. Auch nach seiner aktiven Ringer-Karriere nahm er weiter an Ringkampf-Turnieren teil.
Mittlerweile ist er Schwarzgurt im brasilianischen Jiu-Jitsu und hat drei professionelle Boxkämpfe bestritten (2-0-1). Außerdem ist er Schwergewichts-Champion der Internationalen Sport-Karate Vereinigung.
Monson trainierte als Mitglied des American Top Teams, eines Mixed-Martial-Arts Gyms, in Coconut Creek, Florida. Seine Kampfbilanz im MMA sindn 60 Siege und 26 Niederlagen. Seinen ersten Kampf absolvierte er 1997. In der prestigeträchtigen UFC-Organisation absolvierte er 7 Kämpfe, der letzte war 2006 ein Meisterschaftskampf im Schwergewicht gegen Tim Sylvia. Monson verlor nach Punkten. Seitdem kämpft er in kleineren Organisationen. Weitere herausragende Gegner waren Fedor Emelianenko, gegen den er nach Punkten verlor, Forrest Griffin, Chuck Liddell, Josh Barnett, Ricco Rodriguez und Roy Nelson.
Am 12. Januar 2021 verkündete Monson sein offizielles Ausscheiden aus allen Formen des Kampfsports inklusive MMA und Submission Grappling.

## Privatleben
Jeff Monson ist verheiratet und hat zwei Kinder. Bevor er sich in Vollzeit dem Kampfsport widmete, arbeitete er als Familientherapeut. Er hat Masterabschlüsse in Psychologie und Politikwissenschaften. Jeff Monson konvertierte am 19. Juni 2024 in Moskau zum Islam.

## Politik
Monson war für seine anarchistischen Überzeugungen bekannt und Mitglied der Gewerkschaft IWW. Er nutzte die Popularität, die er durch den Kampfsport erlangte, um seine Ansichten zu verbreiten. Am 23. Mai 2006 beteiligte sich Monson an einer Blockade des Hafens von Olympia durch Antikriegsaktivisten. Diese wollten das Einladen von Militärfahrzeugen verhindern. Bis auf Monson und eine weitere Person wurde die Blockade geräumt. Die Polizei leitete nach einer Stunde die Fahrzeuge schließlich um. Monson erklärte der Polizei: Wenn ihr versucht mich festzunehmen, werde ich Widerstand leisten. 2009 besprühte er das Washington State Capitol mit einem Anarchie-Zeichen und den Worten „No War“ (Kein Krieg) und „No Poverty“ (Keine Armut), um gegen den Irak-Krieg zu protestieren und aus Protest gegen soziale Ungerechtigkeit. Er beging die Tat, während er von einem Team des TV-Senders ESPN begleitet wurde, das ein Porträt von ihm drehen sollte. Der Sender veröffentlichte später die Bilder von Monson bei der Tat, der dafür zu circa 22.000 US-Dollar Geldstrafe verurteilt wurde.
Im September 2016 erhielt er einen Pass der international nicht anerkannten Volksrepublik Lugansk. Während Monson in den 2000ern in den USA eine anarchistische und pazifistische Haltung zur Schau stellte, gilt er seit seiner Einbürgerung in Russland 2016 als systemkonformer und regimetreuer Anhänger Putins, der später den russischen Angriffskrieg auf die Ukraine unterstützt. Im Mai 2018 wurde ihm die russische Staatsbürgerschaft schließlich verliehen.
Am 9. September 2018 wurde Monson in das Parlament von Krasnogorsk gewählt, einer Stadt nahe Moskau. Monson errang das Mandat auf der Liste der Quasi-Staatspartei Einiges Russland, ohne ihr Mitglied zu sein. Um das Mandat anzunehmen, musste er nach russischem Recht seine US-amerikanische Staatsbürgerschaft aufgeben. Im September 2023 errang er als Mitglied des Einigen Russland ein Mandat für das Parlament von Baschkortostan.

## Sportliche Erfolge

### Abu Dhabi Combat Club Submission Grappling World Championship
Quelle: ADCC
- 2009 ab 99 kg: 3. Platz
- 2005 ab 99 kg: 1. Platz
- 2003 ab 99 kg: Viertelfinale
- 2001 ab 99 kg: 2. Platz
- 2000 89–98 kg: 2. Platz
- 1999 89–98 kg: 1. Platz

### International Brazilian Jiu-Jitsu World No-Gi Championship
Quelle: IBJJF
- 2007 SuperSuperHeavy: 2. Platz (Schwarzgurt-Klasse)
- 2007 Offene Gewichtsklasse: 1. Platz (Schwarzgurt-Klasse)

### Diverses
- 2011 FILA Grand Prix Martigny No Gi Grappling + 100 kg: 2. Platz
- 2011 ISKA Schwergewichts-Champion[6]
- 2008 FILA Grappling World Championship 92,1 kg bis 125 kg: 1. Platz
- 1992 PAC 10 Wrestling 178–190 lbs: 1. Platz[21]